# 呂奇策
吕奇策（？—？），字可献，號金門，浙江绍兴府新昌县人。明朝政治人物。

## 生平
敏悟夙成，过目辄成诵。品格轩朗，不立町畦，笃于孝友，兄弟皆仰给焉。萬曆三十一年（1603年）癸卯科舉人，四十七年（1619年）己未科进士，初授行人司行人。泰昌元年（1620年）奉命行取大学士叶向高、何宗彦等来京。天啓二年（1622年）十月，奉使册封乐安王朱謀𩔇。调江西饶州府馀干县知县，七年本省同考。升工部主事，魏忠賢逐漸掌權，有人劝呂奇策趋谒，台省可立跻。他說：「宁失官，此膝不可屈也。」終因得罪魏黨，谪福建都事，歷餘干知縣。魏忠賢败，召补秋曹，转工部虞衡司员外郎、郎中。时京师戒严，奇策调度有方，擢淮安府知府。剔弊蠹，革陋规，剖决如流，人谓之顺水船。淮为南北转漕要地，料理悉得机宜。藩府经过中使需索，毅然不应，卒亦遁迹去，一郡以安。后历广东南雄府知府，到任即辞归。历任馀干、南雄、淮安，皆肖像立祠祭祀。

## 家族
曾祖吕中庸。祖父吕經簡。生父吕明忠。嗣父吕明稷，封行人，俱封郎中。